# Jodie Sands

Plattenetikett des größten Erfolgs: With All My Heart

Jodie Sands (auch Jodi Sands) (* in Philadelphia, bürgerlich Eleanor DiSipio) ist eine US-amerikanische Popsängerin, die in den 1950er und 1960er Jahren Schallplatten veröffentlichte. Ihren größten Erfolg hatte sie 1957 mit dem Titel With All My Heart, der Platz 15 der US-Charts erreichte.

## Musikalische Karriere
Jodie Sands gehört wie Frankie Avalon, Chubby Checker oder Bobby Rydell zur Philadelphia-Popszene. 1955 veröffentlichte sie ihre ersten Schallplatten bei der Plattenfirma Teen Records. 1957 wurde sie von der neu gegründeten Firma Chancellor Records übernommen, die sich gezielt der Förderung von Interpreten aus der Region Philadelphia annahm.
Bereits mit ihrem ersten bei Chancellor veröffentlichten Titel With All My Heart (Katalognummer 1003), geschrieben von den Chancellor-Eignern Bob Marcucci und Peter DeAngelis, hatte sie den größten Plattenerfolg ihrer Karriere. Am 10. Juni 1957 stieg der Song in die Billboard Top 100 auf Platz 45 ein und erreichte schließlich im Juli mit Rang 15 seine beste Position. Im gleichen Jahr spielte Sands eine Rolle in dem Film Jamboree. Internationalen Erfolg konnte Sands 1958 mit dem Titel Someday verbuchen. Während er in den USA lediglich auf Platz 95 kam, erreichte er in Großbritannien, wo ihre Platten von His Master’s Voice vertrieben wurden, Position 14 und war zehn Wochen lang in den Charts vertreten. Someday war Sands letzte Plattenveröffentlichung bei Chancellor.
1959 wechselte sie zur Nashviller Plattenfirma Thor, die zwei Singles mit ihr herausbrachte. Auch beim Dallas-Label Paris wurden nur zwei Sands-Singles veröffentlicht. Ihre letzten Plattenaufnahmen stammen von der Plattenfirma ABC Records, es sind drei Singles aus den Jahren 1962 und 1963. Alle erwähnten Veröffentlichungen blieben ohne Erfolg. Im Mai 1997 brachte die Plattenfirma Marginal das CD-Album Very Best of Jodie Sands heraus, das mehrere ihrer Single-Aufnahmen enthält.

## Diskografie
| Titel                                          | Kat.Nr.         | veröffentl. | US- Charts | UK- Charts | Nachweis |
| ---------------------------------------------- | --------------- | ----------- | ---------- | ---------- | -------- |
| Love Me Always / Everybody Needs Somebody      | Teen 109        | 1955        |            |            | [ 4 ]    |
| He's the Sweetest Guy / Let Me Show You Around | Teen 115        | 1955        |            |            |          |
| With All My Heart / More Than Only Friends     | Chancellor 1003 | 1957        | 15.        |            | [ 5 ]    |
| If You're Not Completely Satisfied / Sayonara  | Chancellor 1005 | 1957        |            |            |          |
| The Way I Love You / Tantalizin' Love          | Chancellor 1009 | 1957        |            |            |          |
| Love Me Again / All I Ask of You               | Chancellor 1015 | 1958        |            |            |          |
| Someday / Always in My Heart                   | Chancellor 1023 | 1958        | 95.        | 14.        |          |
| What Does It Matter / Hold Me                  | Thor 101        | 1959        |            |            |          |
| Turnabout Heart / Solo A Te Mio Amor           | Thor 103        | 1959        |            |            |          |
| I'd Cry No Tears / Kiss by Kiss                | Paris 543       | 1960        |            |            | [ 6 ]    |
| Love Me Forever / Give Me a Break              | Paris 551       | 1960        |            |            |          |
| We Had Words / Uno Momento                     | ABC 10337       | 1962        |            |            | [ 7 ]    |
| Hello Heartache / This Little Fool             | ABC 10376       | 1962        |            |            |          |
| Time to Love / Charming Little Barefoot        | ABC 10451       | 1963        |            |            |          |